# Trăind extravagant
Living It Up este un film de comedie american din 1954 regizat de Norman Taurog. În rourile prinipale joacă actorii Dean Martin și Jerry Lewis.

## Distribuție
| Actor         | Role                |
| ------------- | ------------------- |
| Dean Martin   | Steve Harris        |
| Jerry Lewis   | Homer               |
| Janet Leigh   | Wally Cook          |
| Edward Arnold | The Mayor           |
| Fred Clark    | Oliver Stone        |
| Sheree North  | Jitterbug Dancer    |
| Sammy White   | Waiter              |
| Sig Ruman     | Dr. Emile Egelhofer |
| Richard Loo   | Dr. Lee             |